# Gerhard Floßmann
Gerhard Floßmann (* 1941 in Linz) ist ein österreichischer Historiker und Heimatforscher, der sich vorwiegend mit der Geschichte seines Heimatortes Loosdorf und des Bezirks Melk beschäftigt.
Er unterrichtete an der Höheren Technischen Bundeslehr- und Versuchsanstalt St. Pölten.

## Auszeichnungen
- 1980: Goldenes Verdienstzeichen der Republik Österreich[2]
- 1985: Wissenschaftspreis des Landes Niederösterreich – Förderungspreis
- 2021: Niederösterreichischer Kulturpreis – Würdigungspreis in der Kategorie Erwachsenenbildung[3]

## Publikationen
- 1000 Jahre Nochilinga, "Arbeitskreis 1000 Jahre Nochilinga", Gemeindeamt Nöchling
- Der Bezirk Melk, Kuratorium zur Hrsg. e. Bezirkskunde für d. Bezirk Melk
- Bildungszentrum Sooß, Landwirtschaftl. Fachsch. Sooß, 1996
- Dunkelsteinerwald – von Aggstein bis Göttweig, NÖ Landesarchiv, 2008
- Loosdorf – Ansichten, Marktgemeinde Loosdorf, 1999